# Orgyia bukowina
Orgyia bukowina är en fjärilsart som beskrevs av Embrik Strand 1910. Orgyia bukowina ingår i släktet fjädertofsspinnare, och familjen tofsspinnare. Inga underarter finns listade i Catalogue of Life.